# 廢除漢字論
廢除漢字論、漢字廢止論（日语：／）是指中國大陸、台灣、日本、南韓、越南等漢字文化圈的國家和地區廢除或改革漢字，主張採用本民族的表音文字的運動。

## 中國大陸

### 近代的“汉字落后论”
自19世紀開始，处于强势地位的西方文明开始進入东亚，整个汉字文化圈的各个国家中纷纷掀起了学习西方的思潮。當中有人堅持漢字的傳統，亦有人主張放棄使用漢字。
認為應該放棄漢字運動的立論一般稱為「漢字落後論」，內容大致有二方面，一是出版印刷技術的瓶頸，二是不利學習。
拼音文字的符號種類少，已發展出打字機，而漢字不能透過打字機排印，必須使用巨型的鉛字排版房。由於漢字數量眾多，鉛字排版房需要很大的空間，字模的生產成本不低，排字員需要相當時間的熟練，且即便如此，找字仍須耗費大量的時間，使得排字效率相當低落。由於排字效率不佳，手抄書仍相當普遍，偏偏漢字筆畫繁多，書寫亦不如拼音文字快速方便。因此與拼音文字相比，汉字繁琐笨拙，出版技術的瓶頸相當嚴重，不利普及知識。當時許多人認為，如不放棄漢字改採拼音文字，遲早會被時代淘汰。
另一方面，随着西方文化的引进，汉字难写难读在清末民初時，知識份子便總結漢字是中国识字率低的一个主要原因。宋平提出漢字的缺點是「三多五難」：「三多」是字數多、筆劃多、讀音多；「五難」是難認、難讀、難記、難寫、難用。甚至有激烈的观点认为汉字导致了中国走向衰亡，必须改造汉字。
民國初年，編制注音字母拼讀漢語。新文化運動的一些知識分子，比如錢玄同及鲁迅等均曾主張廢除漢字。 1928年中華民國大學院正式公布國語羅馬字，是中華民國第一套法定的拉丁化拼音方案。1931年9月26日，蘇聯為推動中國廢除漢字改行拉丁化文字，在海參崴舉行「中國新文字第一次代表大會」，中共代表瞿秋白、吳玉章等人與蘇聯共同草擬「北方話拉丁化新文字」開啟廢除漢字的論述。

### 汉字简化運動
中华人民共和国成立後，1952年3月“汉字简化表”第一稿拟出，选定簡化字700个，但毛泽东看过后却很不满意，认为700个簡化字还不够简，字的数量也要减少，一个字要能代替几个字。1964年公告了《简化字总表》、1986年修订了《简化字总表》，《简化字总表》收錄了2274个简化字及等14个简化偏旁。2013年，《通用规范汉字表》发布，该表基本继承了《简化字总表》，不过根据社会用字状况恢复了部分异体字。
本来，按照中共的路线图，先从简化汉字数量和笔画入手，逐步简化汉字，减少汉字使用，最后废除汉字完全拼音化。但是，由于中国大陆开展扫盲运动，很快文盲率就下降了，使得“汉字阻碍扫盲”一说失去理据。二简字发布后，用字发生混乱，且原本习惯了汉字写法的民众需要重新学习写字，造成无谓负担，二简字便被废除了。
中蘇交惡後，中國廢除漢字失去支持，但《简化字总表》中的简化字獲得保留并被定為“規範漢字”，在中国大陆使用至今，此外，中国大陆根据民间用字状况，恢复了部分异体字。此後中華人民共和國以及其他通用汉语文的地区，官方均再無推出任何簡化、廢除漢字的計劃。

### 廢除漢字論
鲁迅曾经说过：“漢字不滅，中國必亡”，并认为“汉字是愚民政策的利器”，是“劳苦大众身上的结核”，“倘不先除去它，结果只有自己死。”魯迅臨終前接受《救亡情報》記者訪問時指出：“漢字的艱深，使全國大多數的人民，永遠和前進的文化隔離，中國的人民，絕不會聰明起來，理解自身所遭受的壓榨，理解整個民族的危機。”
毛澤東最早在1940年指出：「文字必須在一定條件下加以改革，言語必須接近民眾。」中华人民共和国建立後，在1956年中國大陸讨论文字改革的時候說“文字必须改革，要走世界文字共同的拼音方向”，方便學習及辨識，以使其能夠符合其救國的思想。随着中蘇決裂，大陆学者认识到廢弃汉字不现实。于是简化汉字與汉语拼音方案成为大陆主流民意。

### 漢字落後論、廢除漢字論失去理據
1950年代開始，中國大陸推進掃盲運動，文盲數迅速減少，使得“漢字阻礙掃盲”的論點失去理據，同時台灣香港等地使用繁體字識字率也接近100%，證明沒有差異。在這個漢字教學的基礎上，自1980年代起，中國經濟和學術的爆炸式發展，迅速地進入了普遍教育的工業化現代國家，此時已經完全否定了“漢字於國有害”的觀點。

## 臺灣
台灣尚未有唐山公大規模移居時，當地平埔族語言曾以新港文（Sinkang）紀錄。在鄭氏王朝統治台灣，閩南人和客家人定居後，漢字才在台灣的漢人之間成為正式文字，除書面語漢文（文言文）外，臺灣話、客家話也用漢字來紀錄，例如歌仔冊與南管即是以漢字為書寫媒介的台灣話白話文。但當時教育並未普及，不少民眾皆不能以漢字表達自己所操的口語，於是19世紀又有傳教士以羅馬字母製作白話字（Pe̍h-ōe-jī）。之後，自台灣日治時期開始推行的義務教育中，供台灣人兒童就讀的公學校所設之修身科及漢文科，是以台灣話音閱讀漢文及現代標準漢語文章。
中華民國政府撤退到台灣後，現代標準漢語被視為中華民國國語，除閱讀能力外，台灣人必須學習以漢字音為基礎聽說，以致台灣話及客話等中華民國國語以外的漢語的文讀系統及以漢字來寫作的台語及客語文學傳承受阻。部份提倡和漢語做語言及文化上的區隔台灣獨立運動支持者提倡廢除漢字，將台語及客語完全羅馬字化（台語客語全羅馬化的優勢在於同音字較少）。
但到目前為止，中華民國政府並沒有任何要廢除漢字的計劃，漢字仍舊在二戰後的台灣佔有其優勢的地位，而相比已經簡化過漢字的中華人民共和國、日本、新加坡、馬來西亞等地，台灣還保留許多傳統繁體字的寫法，另外在台灣通用的注音符號雖為一種半音節文字，但在台灣仍舊只做為漢字拼音工具使用而非主體文字使用，同時亦沒有取代漢字的打算。

## 日本
從影響現代日語這個角度來看，二戰後所進行的國語改革，是所有漢字政策造成影響最大的政策之一。此項改革基於一種發源於被佔領時期的意見，即認為「對日本的傳統進行重新檢討（或者排斥）的時期已經到來」。
1946年4月，志賀直哉在雜誌《改造》上發表《國語問題》（国語問題），提議廢除日語，採用他認為世界上最美的語言——法語。同年11月12日，《讀賣報知新聞》（読売報知新聞，今日的《讀賣新聞》前身）發表題為《廢止漢字》（漢字を廃止せよ）的社論。
同年3月，盟軍最高司令部邀請第一屆美國教育使節團於3月31日發表了第一次美國教育使節團報告書。在這份報告，指出學校教育中使用漢字之弊害與使用羅馬字之便利。
這項改革的成果是當用漢字（当用漢字）和現代假名遣（現代仮名遣い）的制定。
不過隨著漢字限用政策的緩和，漢字最終未於日本廢止，到了20世紀末反而被視為傳統而被熱捧。但另一方面，提筆忘字的現象時有發生，近期也有不少日本年輕人的漢字水準低下，有的甚至只會用假名書寫而不會寫漢字；儘管漢字能力檢定中出現了不少「漢字王」，但實際研究漢字的人極少。
日本语言学学者陈力卫认为，十八世纪后期，日本因兰学兴盛而开始关注中国的汉译西书，且在1854年佩里舰队叩关后大规模成体系引进书籍书刊，从而引入了中国的新语词、新概念，甲午时代，中国留学生再将相关词汇反哺回国，形成文化交流上的循环。中国抗日战争爆发后，相关交流减少，但词典和书籍仍有往来，词汇互有参考。而在二十世纪七十年代后，日本开始改用片假名直译英文（表音）而非使用汉字。
疫情期间，日本民众对政府在谈论议题时频繁使用片假名形式的外来语有所讨论，例如防卫大臣河野太郎在Twitter上表示一些词汇可以用日语汉字表达的推文获许多关注。学者鸟贺阳弘道认为政府使用生僻词汇可能是为降低民众的恐慌心理，减少文字的爆发感，但新词的模棱两可也会使民众焦虑。心理医师冈村美奈则认为这可能意在达成“吡硫鎓锌效应”，增加民众在理解上花费的时间。
2018年文部科学省所做调查中体现，有七成多受访者会不时因无法理解外来语而感困惑，且比例随受访者年龄增加而增长。历年的抽样调查中，很多不生僻的外来词汇也有过半的人无法理解。
与此同时，也有报道指汉字在日本渐受重视，例如2009年日本文化审议会国语组审议通过“常用汉字表”修订，在1981年上次颁布的基础上新增191个常用汉字、删除5个不常用汉字；以及医疗用语中更多使用汉字等主张。

### 當用漢字
為了完全廢除漢字，內閣於1946年（昭和21年）公佈了在漢字全部廢除之前可使用的漢字表，當用漢字所指的就是這其中所包含的1850個漢字。此表排除了使用頻率較低的漢字，明確規定了官方文書和傳媒中應當使用的漢字的範圍。並且，《當用漢字表》也嘗試著對其中一部分存在比較複雜或存在多種寫法的漢字的字體進行簡化。但是，這種簡化並非如同中國的簡化字般，對漢字的結構進行體系化的變更，而僅僅是將個別文字的一部分進行省略而已。
為了順利過渡到當用漢字，國語審議會於1956年（昭和31年）7月5日，決定對漢語辭彙中超出當用漢字表所規定範圍的漢字，用同音的別字進行書寫替換。這個方針和中國的簡化字的原理有少許相似之處。

### 常用漢字
由於普遍認為「當用漢字」對於社會影響實在太大，於是1981年10月1日日本政府又頒訂1945个《常用漢字表》，新增少量漢字。並以「目安」为準（即一般社会生活中使用汉字的大致上的标准，不再有強制力）。同时，當用漢字表宣布废止。
现行的《常用汉字表》于2010年（平成22年）11月30日以平成22年内阁告示第2号发布，共2136字、4388音训。1981年（昭和56年）内阁告示第1号的旧《常用汉字表》（共1945字、4087音训）宣布废除。

## 朝鮮半島

### 
在，語只使用諺文書寫，且法律完全不使用漢字。汉字一般只用於表记中国的人、地名，甚至於連「金正日」和「平壤」等的漢字表記也通常被視爲外語。
列寧說過，「採用羅馬字也是東洋民族的新民主主義革命的一部分」。因此，在革命的口號下，北韓採用了本國表音文字諺文。但是，北韓并未完全禁止汉字。以下是金日成對於使用漢字的见解：
|                                                     | 既然在南朝鲜出版物和过去的文献中还有不少汉字，人们要读懂它，就要多少教一点汉字。 |
| ——金日成：《关于社会科学的任务》朝文版第289—290页。 |                                                                                  |

|                                                               | 汉字问题，必须同我国的统一问题联系起来加以考虑。……然而，现在南朝鲜人用我国的文字的同时还继续用汉字。如果我们现在完全废除汉字，我们就会连南朝鲜出版的报纸和杂志也看不懂了。所以，在一定的时期内，我们要学习和使用汉字。当然，这并不是说因此就要在我们的报纸上使用汉字。 |
| ——《金日成著作选集》第4卷，朝鲜劳动党出版社1968年，第9—10页。 | |

基于他的见解，1968年時，北韓建国以来就已經废除的汉字教育以“汉文”之名再次被编入高中课程。
在1948年廢除汉字的時候，用韓语固有词替换汉字词的运动也同時开始，但由于可行度低，所以在1960年便结束了。

### 南韓
二戰後，韓國初期還有使用一定數量的漢字，但1970年起也以諺文取代漢字，並禁止在官方場合大量使用（僅在消歧义上容许「漢字併記」），甚至有主張繼續使用漢字的大學教授被迫辭職的事件。但是，總括而言禁止的程度比北韓輕微，在較為正式的場合（例如殯喪）仍然會使用少量的漢字，法律、文學等專業領域甚至繼續使用，基本上無法離開漢字。此外，在電視節目和報紙上也不時會在一些韓文旁標明其對應漢字，以消除同音字產生的歧異或者為人正名。

#### 恢復漢字
1990年之後，漢字的必修被改為選修，廢漢字達到了高潮，但也帶來了文化衝擊，主張恢復漢字的呼聲逐漸高漲，1998年，全國漢字教育推進總聯合會成立，領導人是朴正熙時代的陸軍總參謀長李在田。這位前國防部長還主張陸軍官校的學生應該接受漢文教育；但2004年李在田逝世，使這個計劃擱置。
李在田領導的全國漢字教育推進總聯合會主張：
- 漢字是東亞的通用文字。
- 韓語應該和日本語一樣使用漢字。
- 規定必須在小學進行漢字的義務教育。

2011年起，韓國政府计劃將把漢字教育重新列入中小學課程，虽然遭到不少家长及教師反對，但也有不少家長表示贊同。總之，目前漢字的學習量相比以前有一定提高的趨勢。

## 越南
中法战争后，越南淪爲法國殖民地，於1919年廢除了科舉制度，漢字和喃字也逐漸廢除，開始使用羅馬化文字（越南國語字）。
北越獨立後在胡志明的領導下正式廢除了漢字，但在南越漢文仍然是中學的一門學科。兩越統一以後，漢字教育在越南正式告終。
然而漢字並沒有完全在越南消失，文學、歷史等學術上仍保留大量漢字和喃字。而翻譯華文圈的地名及人名，仍傾向以其漢字之越南音轉寫，非直接音譯。